# Moinetre
Le Moinètre (talvolta Muneïtra, in arabo قلعة المنيطرة‎?, Qalʿat al-Munaiṭira, ovvero "la piccola torre di vedetta") era un castello crociato situato nel moderno Libano.

## Posizione
Il castello era situato su una collina vicino all'odierna città di Munaitra, a circa 22 km a est del castello di Biblo.

## Storia
Tale piccola fortificazione fu donata ai crociati nel 1109 da Toghtigin, l'atabeg (governatore) di Damasco, così come il castello di Gibelacar. Da allora in poi costituì il centro del dominio di Moinetre nella contea di Tripoli. Intorno al 1165/1166 il castello fu preso con un attacco a sorpresa da Norandino e la guarnigione fu massacrata. Intorno al 1176, il presidio fu riconquistato dal conte Raimondo III di Tripoli, il quale riottenne sia il possesso del castello sia della regione circostante.
Oggi del castello non rimangono quasi più resti.